# Рашківський комплекс
Рашківські карсти (рум. Carsturile de la Rașcov або Рашківський комплекс (рум. Complexul Rașcov)) — виразник карстових явищ в околицях села Рашків Кам'янського району, Придністров'я, Республіка Молдова. Являє собою пам'ятку природи геологічного або палеонтологічного типу. Включає західну частину урочища Дялул Рошу (лісовий обхід Рашків, Дялул Рошу, ділянки 20, 21) площею 123 га. Природоохоронний об'єкт перебуває у віданні Рибницького держлісгоспу.

## Опис
Геологічна пам'ятка природи включає розлом довжиною 370 м завдовжки, на 50 м з яких вапнякова брила з ознаками ерозії, «V»-подібна долина, яр з виходами червоних етулійських глин, а також вапняк, що утворює кам'яне кільце.
Через карстові порожнечі, якими, як губчаста губка, просякнута ця природна стіна, часті масивні зсуви, розриви та скочування величезних брил, обвали. Найбільша скеля — майже 50 м, яка утворилася після сильних дощів. Дощі і вітер розчинили і відшліфували м'який вапняк, надавши скелям химерні форми: сфінксів, голови верблюдів і слонів, гігантські гриби, підвісні мости і т.д.
Розлом на Дялул Рошу утворився внаслідок рухів земної кори. Рашковський розлом починається на півдні невеликою западиною і проходить на північ вузькою тріщиною, потім перетинає бессарабські та волинські вапняки потужністю бл. 40 м. Під вапняком є утворення, що складається з глин і мергелів. На крутому схилі поряд із вапняковою брилою виходять біогенні та крайові вапняки. Десь посередині тектонічної дислокації крізь велику печеру, висічену у вапняку, видно скелі яру зі схилами червонувато-бурої етулійської глини.
Для спелеологів особливий інтерес становить карстова тріщина шириною 5 м і глибиною 50 м довжиною понад 500 м. Сонячні промені майже не проникають в його глибину, сніг і лід в деякі роки затримуються тут до початку літа. Це постачає холодну воду до «Izvorul Domniței» у центрі села, названого так на згадку про сльози вдови міс Розанди Лупу, доньки правителя Василє Лупу. У колишній фортеці Рашков, що існувала кілька століть тому на місці села, ця пані прожила свій короткий і нещасливий шлюб із Тимушем Хмельницьким, сином гетьмана Богдана Хмельницького.

### Стратиграфічний розріз
Ідентифіковано п'ять літографічних шари. Нижній ярус (1) містить у середній частині черевоногих та двостулкових молюсків волинського віку. Середній шар (3) містить бессарабську фауну, а вище (4) виявлено багатий вміст черепашок. 
| Номер | Товщина (м) | Назва                                                                           |
| ----- | ----------- | ------------------------------------------------------------------------------- |
| 5     | 40          | вапняні нубекуляри                                                              |
| 4     | 1.4         | оолітові вапняки                                                                |
| 3     | 9.5         | сильно тріщинуваті вапняки                                                      |
| 2     | 1.5         | піщаний вапняк                                                                  |
| 1     | 3.5         | піски карбонатні мікрозернисті, в середині — піски кремнеземні середньозернисті |

## Статус захисту
Постановою Ради Міністрів Молдавської РСР від 13.03.1962 р. № 111 об'єкт взято під охорону держави, а охоронний статус знову підтверджено Постановою Ради Міністрів УРСР від 8 січня 1975 р. № 5 та Законом № 1538 від 25 лютого 1998 року про фонд природних територій, що охороняються державою. Землевласник пам’ятки природи – Рибницький держлісгосп.
Геологічна пам'ятка становить регіональний науковий інтерес для геологічного картографування та стратиграфічного вивчення осадових утворень Східноєвропейської платформи, а також для збору геологічного та палеонтологічного матеріалу. Розлом Дялул Рошу зафіксував і продовжує фіксувати нові рухи земної кори в місцях перетину розломів і тріщин. 
Станом на 2016 рік природна територія не має інформаційного табло чи будь-якого попередження про охоронний статус. Рекомендується включити об'єкту у туристичні маршрути на території та залучити громадянське суспільство до процесу капіталізації туристичного потенціалу.

## Галерея зображень

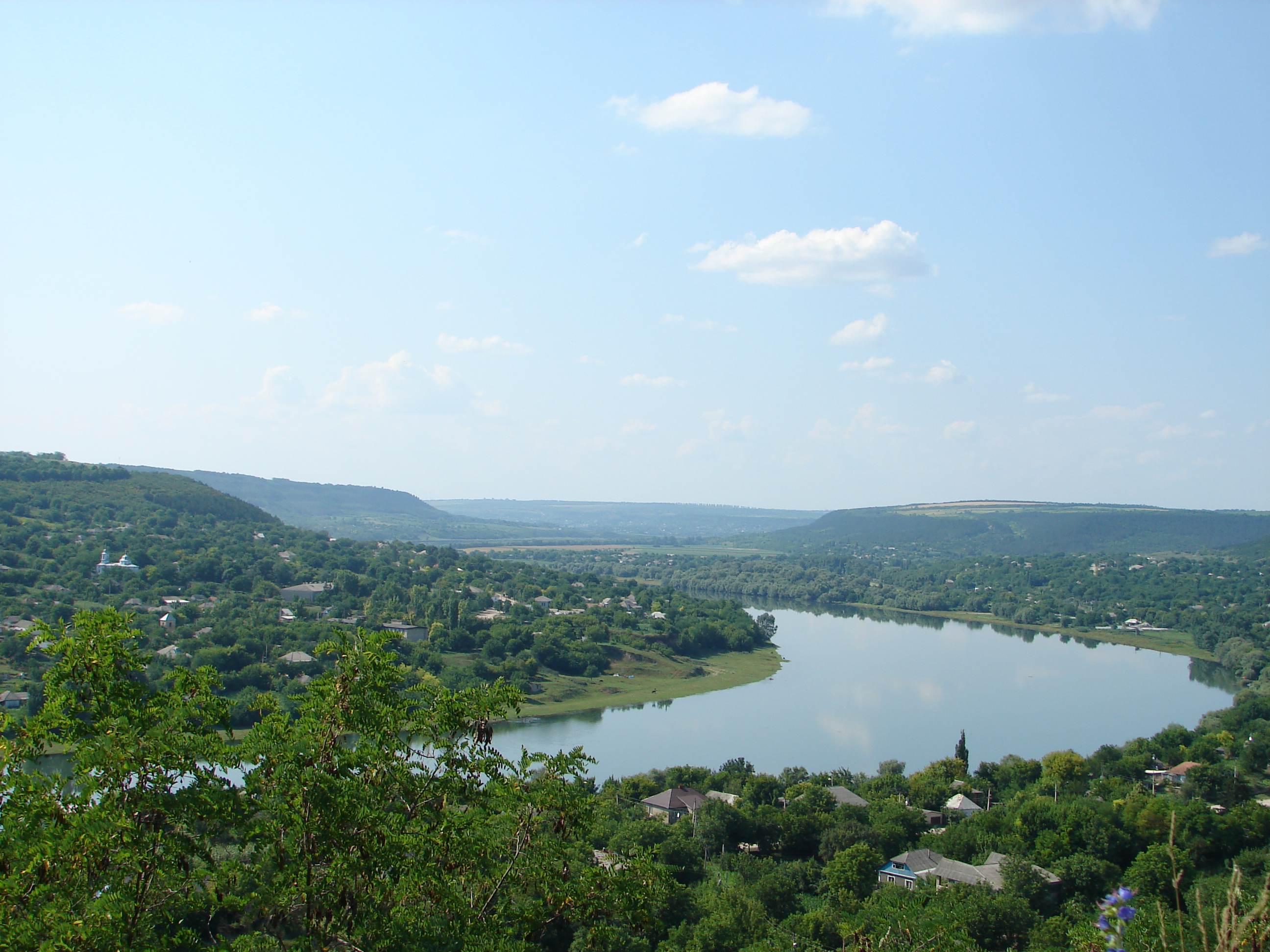
Вид на Дністер
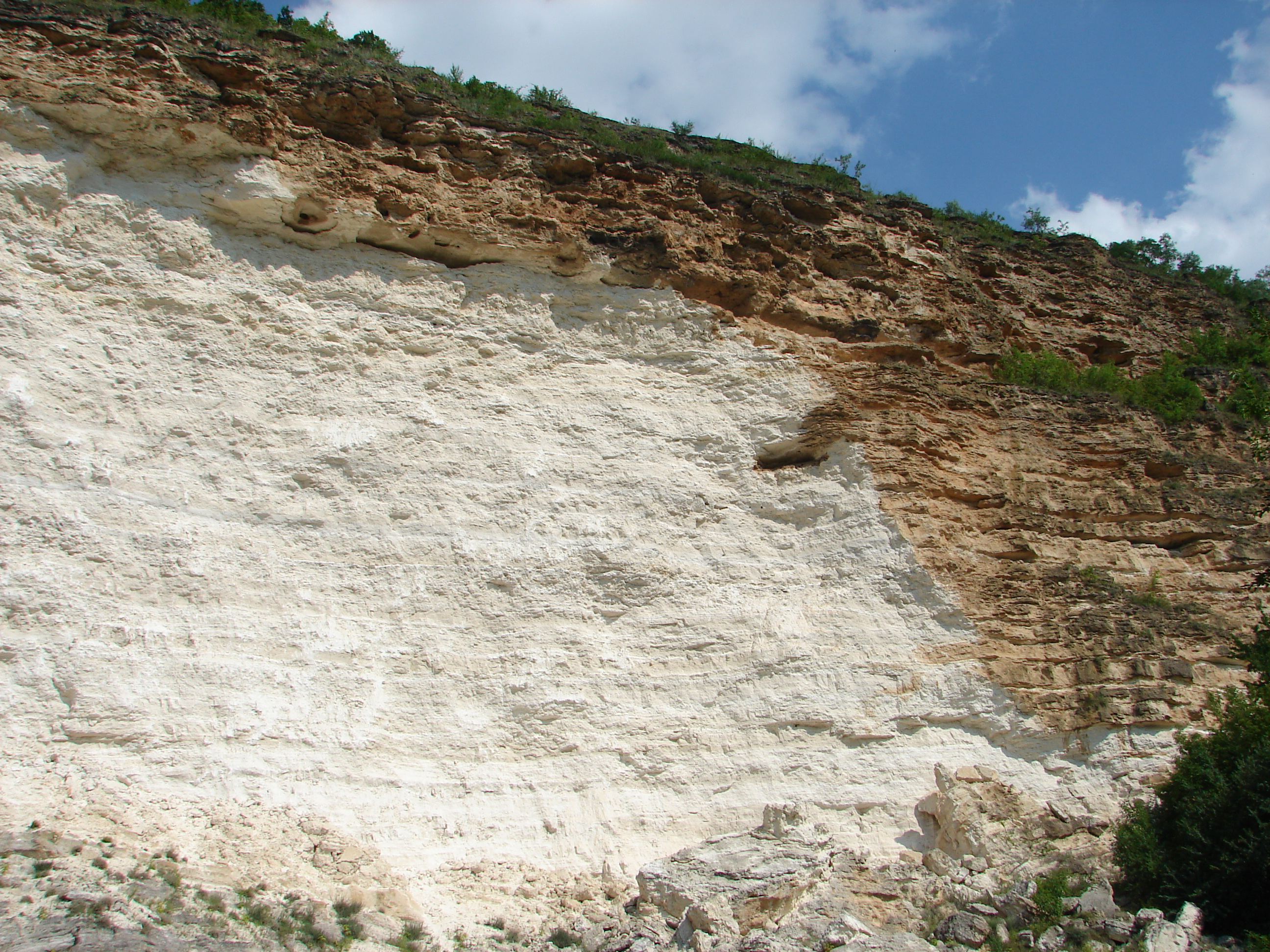
Схил вапняковий, розбитий
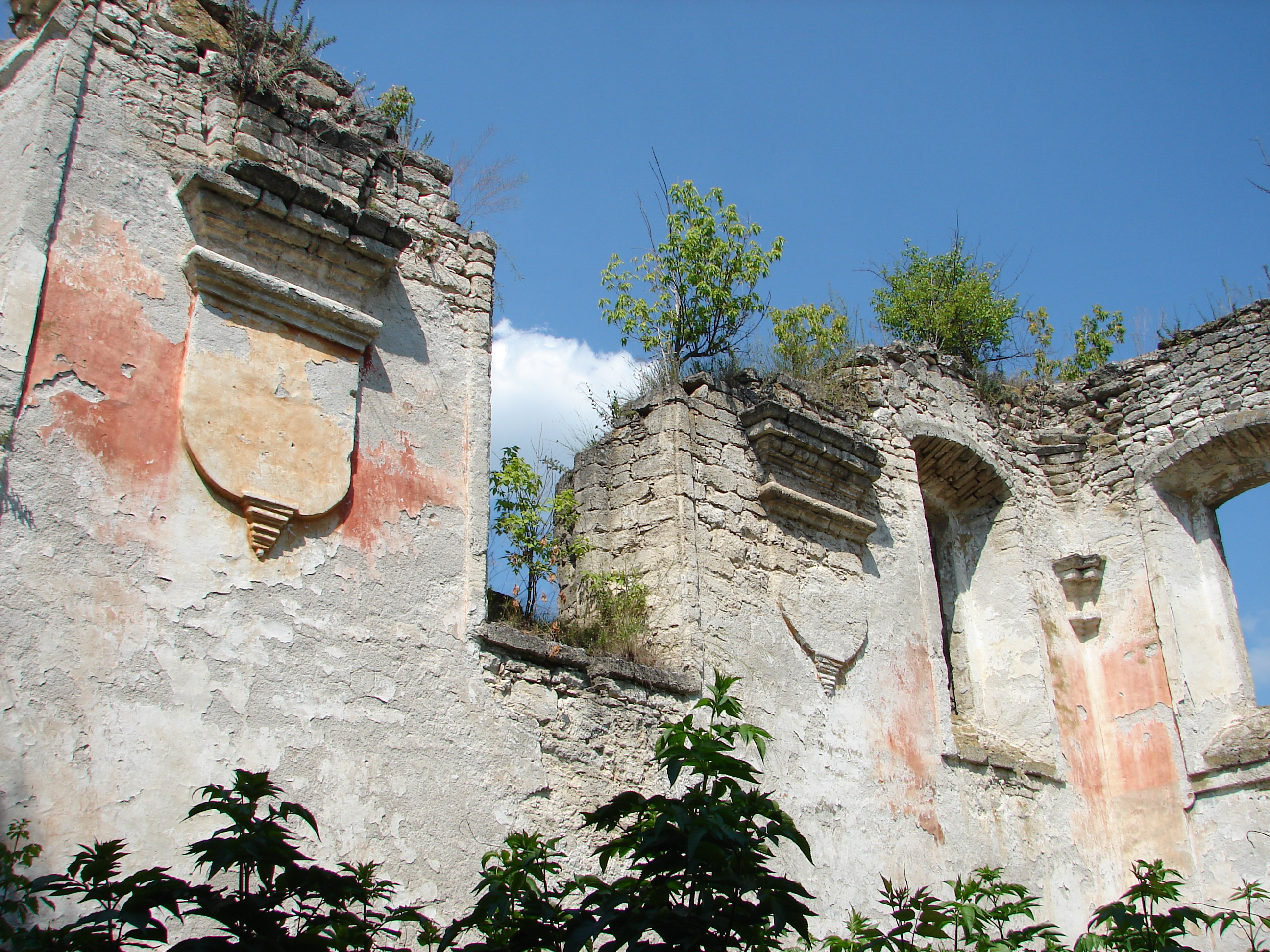
Руїни старої синагоги
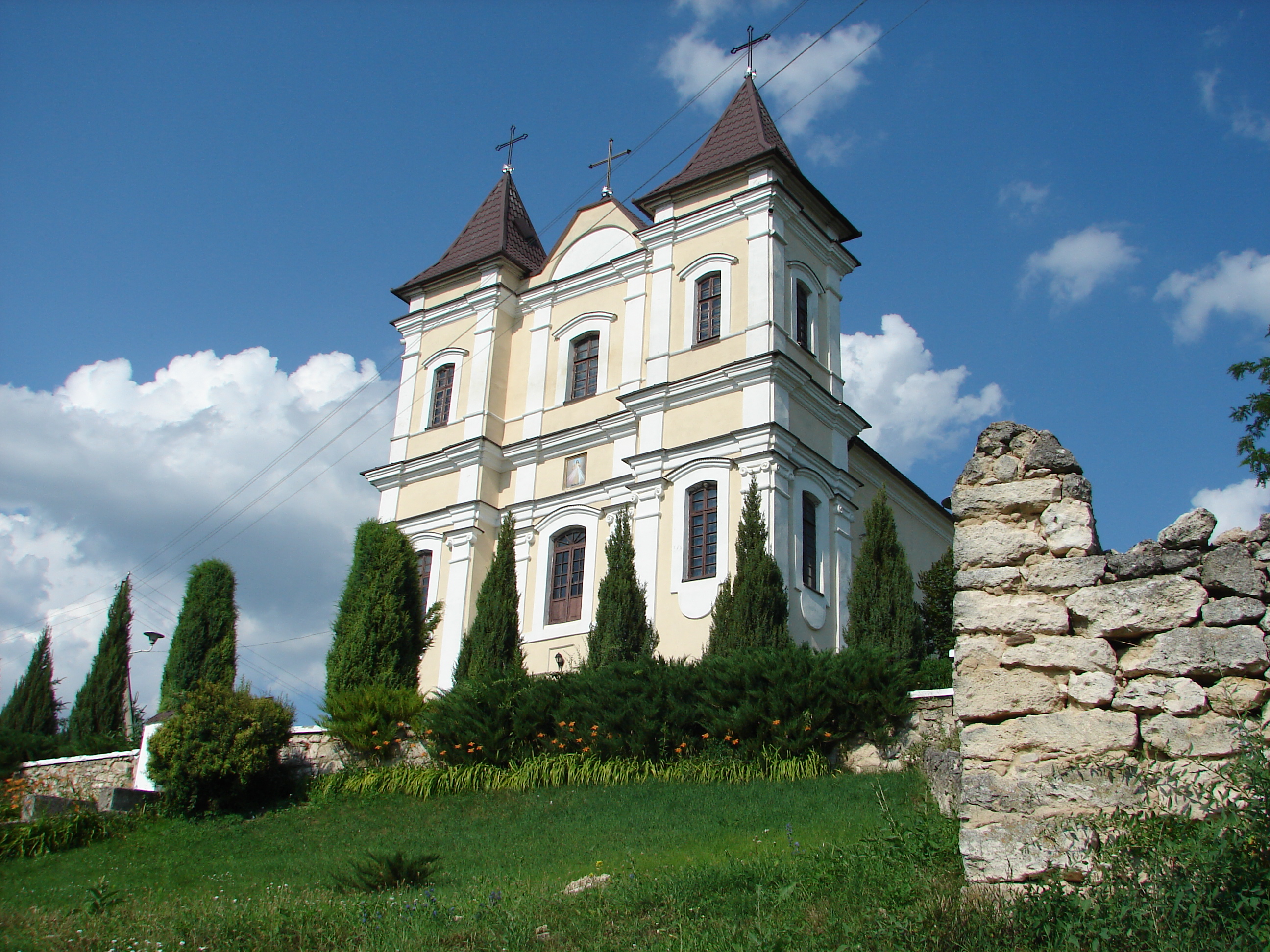
Католицька церква на вершині